# 앙토니 오바메
앙토니 오바메 밀란(프랑스어: Anthony Obame Mylann, 1988년 9월 10일~)은 가봉의 태권도 선수이다. 가봉 선수로는 처음으로 올림픽 메달을 획득했다.

## 올림픽
2012 런던 올림픽에 참가한 그는, 4강에서 2004 아테네 올림픽 은메달리스트 바흐리 탄르쿨루를 3-2로 이겨 결승을 진출했다. 가봉 첫 금메달을 도전했지만 이탈리아의 카를로 몰페타에게 판정패 하며 은메달을 획득, 가봉 역사상 최초의 올림픽 메달을 획득했다.